# IC 1471
IC 1471 је спирална галаксија у сазвјежђу Водолија која се налази на листи објеката дубоког неба у Индекс каталогу.
Деклинација објекта је - 12° 38' 21" а ректасцензија 23h 8m 45,0s. Привидна величина (магнитуда) објекта IC 1471 износи 13,6 а фотографска магнитуда 14,5. IC 1471 је још познат и под ознакама MCG -2-59-3, PGC 70561.